# 糯
糯（もち）とは、イネやオオムギなどの作物でアミロースを全くあるいはほとんど含まない品種。

## 概要
対義語は粳（うるち）であり、組成としてアミロースを全くあるいはほとんど含まないものを糯、アミロースを含むものを粳という。これらの性質のことを糯粳性（もちうるちせい）という。粳性植物が変異した変異体である。ヨード・ヨードカリ水溶液との呈色反応において赤色を示す。
糯の品種のある植物としては、イネ、トウモロコシ、オオムギ、アワ、キビ、モロコシ、アマランサスなどがある。モチ性の品種のデンプンは調理時に強い粘性を生じるという特性を持つ。なお、「糯」の一字でもち米を意味することもある。
なお、同音の語として「餅」があるが、「餅」がモチ性の穀粒などを蒸した上で搗くなどして作られた食物をいうのに対し、「糯」はアミロースを全くあるいはほとんど含まない性質を持つ作物を指す。